# فریسه‌لو
فریسه‌لو (به هلندی: Vriescheloo) یک منطقهٔ مسکونی در هلند است که در بلینگ‌وده واقع شده‌است. فریسه‌لو ۷۰۵ نفر جمعیت دارد.

## نگارخانه

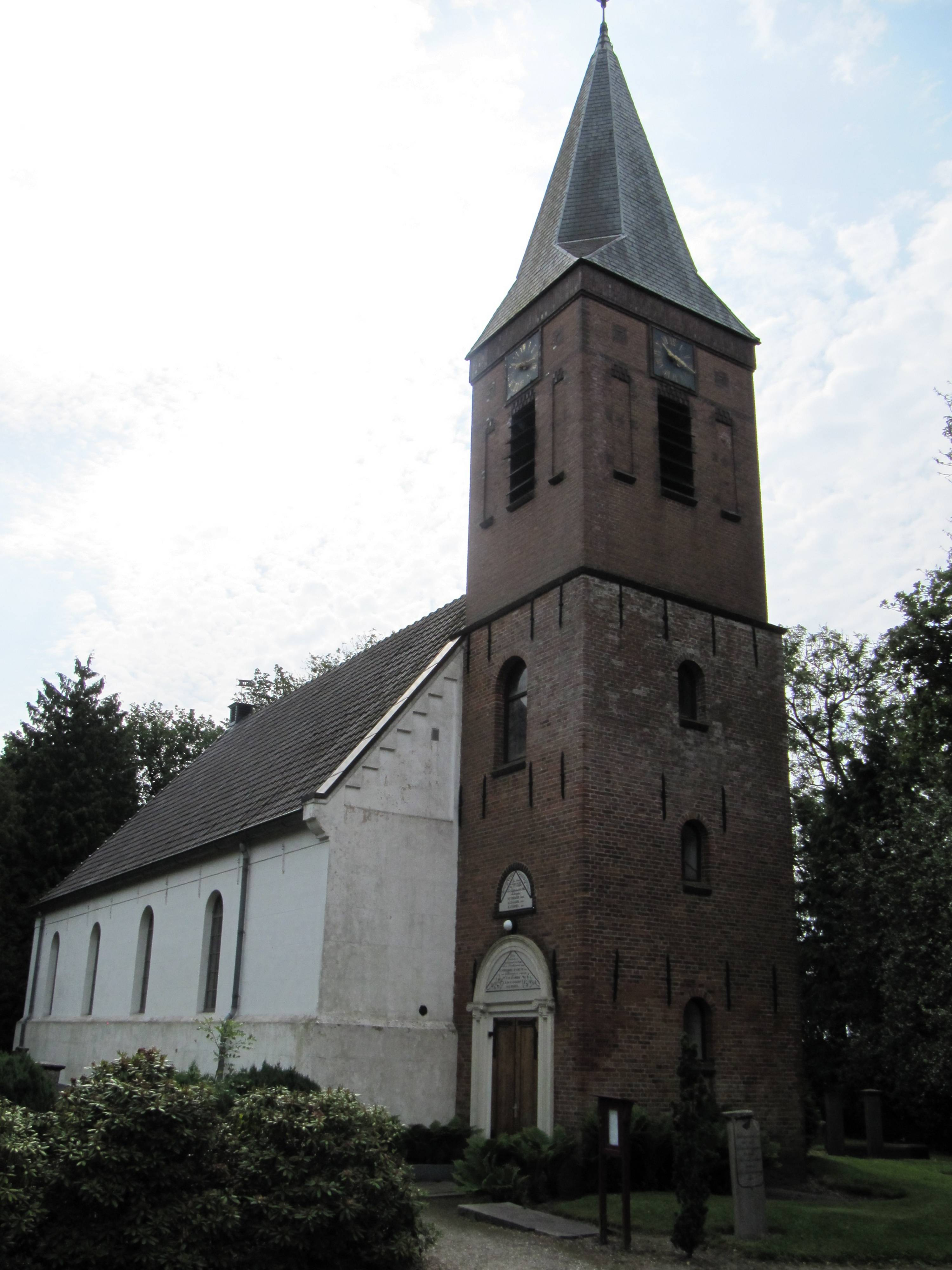